# Mirniji járás

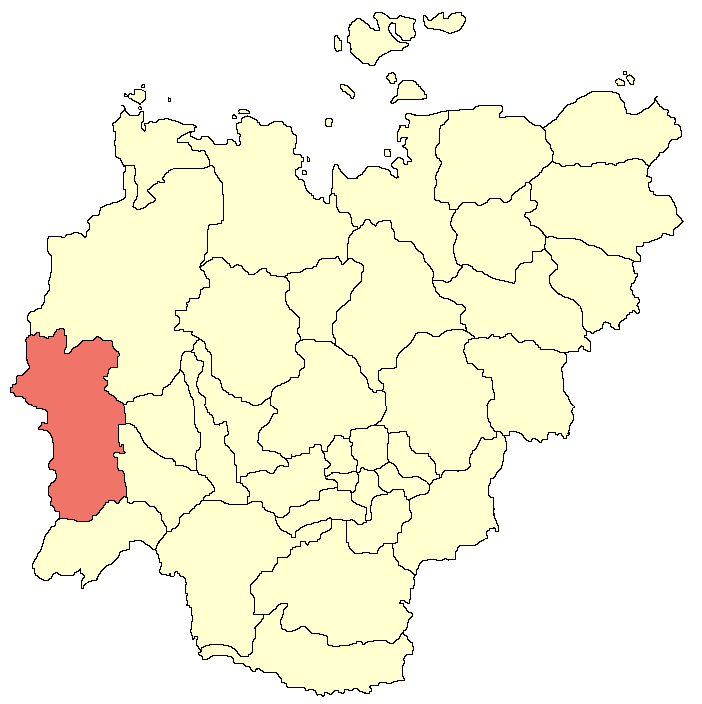
A Mirniji járás Jakutföldön

A Mirniji járás (oroszul Мирнинский район, jakut nyelven Мирнэй улууhа) Oroszország egyik járása Jakutföldön. Székhelye Mirnij.

## Népesség
- 1989-ben 51 824 lakosa volt.
- 2002-ben 46 032 lakosa volt, melynek 67,5%-a orosz, 9,8%-a ukrán, 7,6%-a jakut, 6,5%-a tatár, 1,3%-a burját.
- 2010-ben 75 990 lakosa volt, melyből 46 929 orosz, 6686 jakut, 4650 ukrán, 1950 tatár, 1730 burját, 900 mordvin, 792 kirgiz, 565 baskír, 553 evenk, 522 azeri, 462 fehérorosz stb.